# Reitprobe
Die Reitprobe ist ein tiermedizinisches Untersuchungsverfahren zur Überprüfung des Duldungsreflexes bei Sauen. Sie wird im Regelfall durchgeführt, nachdem Flankengriff und Stützprobe positiv ausfielen. Für die Untersuchung setzt sich der Untersucher auf die hintere Rückenpartie der Sau. Eine deckbereite Sau toleriert dieses Aufreiten. Eine sichere Feststellung der Brunst ist jedoch nur über einen Stimuliereber möglich.